# Viktor Vasin
Viktor Vasin (Leningrado, 6 de outubro de 1988), é um futebolista Russo que atua como zagueiro. Atualmente, joga pelo CSKA Moscou.

## Carreira

### Spartak Nalchik
Vasin se profissionalizou Spartak Nalchik, em 2006.

### CSKA Moscou
Vasin se transferiu para o PFC CSKA Moscovo, em 2011. 

## Títulos
- Campeonato Russo de Futebol: 2012–13, 2013–14
- Copa da Rússia: 2012–13
- Supercopa da Rússia: 2013, 2018[1]